# Manuel de sexualité
Les manuels de sexualité sont des livres qui expliquent comment réaliser un rapport sexuel ou toute autre pratique sexuelle. Ils présentent également souvent des conseils sur le contrôle des naissances, parfois sur le sécurisexe et sur les relations sexuelles.

## Premiers manuels de sexe

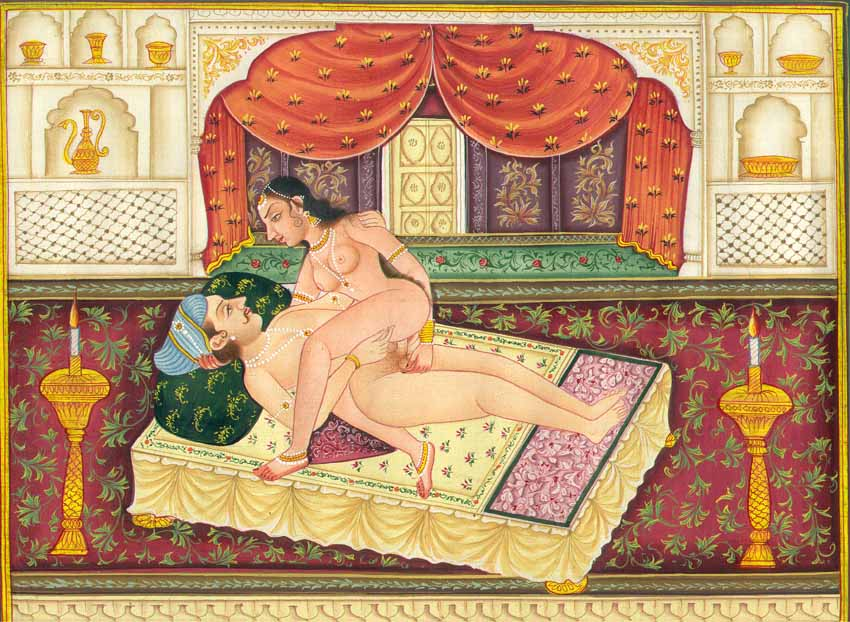
Une position du Kâmasûtra

Les manuels de sexualité les plus anciens viennent d'Asie. Les premiers livres au monde qui traitent du sexe viennent de Chine : ce sont deux manuels érotiques et d'éducation sexuelle destinés à l'Empereur jaune Huángdì, le Livre de la fille sombre et le Livre de la fille claire qui décrivent notamment neuf positions sexuelles. Autre livre fondateur de la civilisation chinoise et qui est devenu la bible sexuelle et le guide médical pour de nombreuses générations, le Sou Nu Jing qui présente l’enseignement de la sexualité par Pang Ze, patriarche mythique, à deux femmes qui initieront Huángdì sur le plan sexuel. Cet enseignement est repris dans la Chine antique où les maîtres taoïstes sont consultés par les empereurs et les impératrices pour apprendre les secrets des pratiques sexuelles taoïstes (en) et préserver ainsi leur santé grâce au « Fang Zhong Yang Sheng » (littéralement « cultiver le principe vital dans la chambre à coucher »), de même ces leçons sont données par des médecins, tel Hua Tuo, à leurs patients.
Le Kâmasûtra, un recueil indien écrit entre les IVe et VIIe siècles, attribué à Vâtsyâyana, est basé sur des ouvrages antérieurs, les Kâmashâstras (codes de l’amour). Richement illustré de miniatures, il prodigue des conseils de séduction pour une vie harmonieuse dans le couple, notamment au travers de positions sexuelles (bien que les 64 positions aient fait la popularité de l'ouvrage, elles ne constituent toutefois qu'un chapitre du livre à proprement parler). Destiné à l'origine à l'aristocratie masculine indienne, il se répand dans le peuple trois siècles plus tard et est réinterprété dans la doctrine tantrique.
Dans la civilisation gréco-romaine, un guide sur l'Art de faire l'amour, écrit par Philaenis de Samos, hétaïre de la période hellénistique, a servi comme source d'inspiration pour L'Art d'aimer d'Ovide, texte érotique servant partiellement de guide sexuel.
Le Moyen Âge voit également fleurir des manuels de sexualité, comme les œuvres perdues d'Elephantis, l'Ananga Ranga (en), collection d'œuvres érotiques hindoues du XIIe siècle, La Prairie parfumée, ouvrage de littérature érotique arabe écrit par Cheikh Nefzaoui, Speculum al foderi ou le miroir du coït est le premier ouvrage occidental qui décrit plusieurs positions sexuelles. Constantin l'Africain a également écrit un traité médical sur la sexualité, connu sous le nom de Liber de coitu.

## Manuels de sexualité modernes
Malgré l'existence d'anciens manuels de sexualité dans d'autres cultures, ces guides furent interdits dans la culture occidentale pendant de nombreuses années mais certains circulaient sous le manteau. Des informations sexuelles étaient disponibles dans des ouvrages de pornographie illicite ou des livres médicaux qui traitaient plutôt de physiologie sexuelle ou des troubles sexuels.
À la fin du XIXe siècle, Ida Craddock (en) écrit de nombreux traités pédagogiques (The Wedding Night ou Right Marital Living) sur la sexualité humaine convenable pour un couple marié. En 1918 Marie Stopes, pionnière du contrôle des naissances publie un manuel d’éducation sexuelle, intitulé Married Love, qui connaît un grand succès et provoque la controverse en affirmant le droit de la femme mariée au plaisir sexuel.
Everything You Always Wanted to Know About Sex (But Were Afraid to Ask) (en) (Tout ce que vous avez toujours voulu savoir sur le sexe (sans jamais oser le demander)), publié en 1969, est l'un des premiers manuels d'éducation sexuelle qui est entré dans la culture dominante dans les années 1960.
The Joy of Sex (Les joies du sexe), publié en 1972 par le Dr Alex Comfort est le premier manuel avec une description visuellement explicite des rapports sexuels à être édité pour le grand public, ouvrant la voie à la publication généralisée des manuels de sexe en Occident.